# La Filmothèque du Quartier latin
La Filmothèque du Quartier latin est un cinéma indépendant et « art et essai » composé de deux salles situées au no 9, rue Champollion dans le 5e arrondissement de Paris en France. 
Anciennement connu sous le nom Le Quartier latin, le cinéma a été racheté et rénové en 2006 par Jean-Max et François Causse.

## Historique
Au no 9 de la rue Champollion (près de la rue des Écoles, à égale distance du boulevard Saint-Michel et de la rue de la Sorbonne), se trouvait initialement le bar attaché au théâtre des Noctambules (théâtre qui se situait juste à côté, au no 7 de la rue).
Ce bar s'est transformé :
- en 1948, en cabaret à l'enseigne Les Noctambules  où se produisait Xavier Privas puis, en 1951, à l'enseigne Théâtre du Quartier latin où jouèrent Gérard Philipe et Maria Casarès[2] ;
- en 1956, en cinéma qui s'est appelé Le Quartier latin[1].

De 1981 à 1983, le cinéma rejoint le réseau Pathé et devient le Quartier latin Pathé.
De 1983 à 1985, la salle rejoint les deux salles voisines qui sont aux numéros 5 (le studio Logos) et 7 de la rue, et devient d'abord le Logos 3, puis le Reflet Quartier latin en 1984 (cette même année, une seconde salle en sous-sol de 70 places est aménagée).
En 1985, les deux salles du numéro 9 quittent l'association (avec les Logos des numéros 5 et 7) et rejoignent le réseau Utopia ; elles prennent alors le nom d'Utopia Champollion puis tout simplement d'Utopia.
En 1994, le cinéma quitte le réseau Utopia et reprend le nom qu'il avait de 1956 à 1981 : Le Quartier latin.
Jean-Max Causse était le cofondateur (en 1966) et programmateur des salles du réseau Action (Action Lafayette, République, Christine, Christine Bis, Écoles, Grand Action), spécialisées dans le cinéma de patrimoine. En 2005, à la suite d'un désaccord avec Jean-Marie Rodon, cofondateur du réseau Action, la famille Causse vend ses parts dans celui-ci et rachète en 2006 Le Quartier latin, le restaure et l'exploite à partir de cette date (en 2024, l'exploitant en est toujours la société Ciné Sorbonne domiciliée au 5 rue Champollion, gérée par Yves Causse). Entre 2008 et 2013, le nom du cinéma évolue vers La Filmothèque du Quartier latin,.

## Capacité
La Filmothèque du Quartier latin est composée de deux salles : la rouge (Marilyn, comme Marilyn Monroe) propose 97 places ; la bleue (Audrey, comme Audrey Hepburn) dispose de 66 places.

## Programmation
La Filmothèque du Quartier latin se distingue par sa programmation composée de rééditions de classiques en version restaurée, de rétrospectives et de festivals. Depuis sa réouverture en 2006, différents festivals s'y sont tenus :
- le Festival du cinéma turc de Paris ;
- Les 25 ans de Light Cone ;
- le Festival de film kurde ;
- le Festival de film hongrois ;
- le Festival de film libanais ;
- le Festival de film finlandais ;
- les Soirées du cinéma ukrainien de Paris.

## Accès
Le cinéma est desservi par la ligne 10 de métro de Paris à la station Cluny - La Sorbonne et la ligne 4 à la station Odéon, ainsi que par plusieurs lignes du réseau de bus RATP.